# Boterbloemmeeldauw
De boterbloemmeeldauw (Erysiphe aquilegiae var. ranunculi) is een meeldauw die behoort tot de familie Erysiphaceae. Deze biotrofe parasiet komt voor op bladeren van planten uit de ranonkelfamilie.

## Kenmerken
Het mycelium heeft een witte kleur en komt aan beide kanten van het blad voor. De conidia groeien solitair, zonder fibrosine-lichaampjes. Cleistothecia bevatten 3 tot 8 asci (sporenzakjes). Een ascus bevat 3 tot 5 sporen. De aanhangsels van het cleistothecium lijken op het mycelium. Ze zijn onvertakt en 0,5 tot 4 × zo lang als de diameter.

## Verspreiding
Het komt met name voor in Europa en sporadisch daarbuiten. In Nederland komt de boterbloemmeeldauw zeldzaam voor.

## Foto's

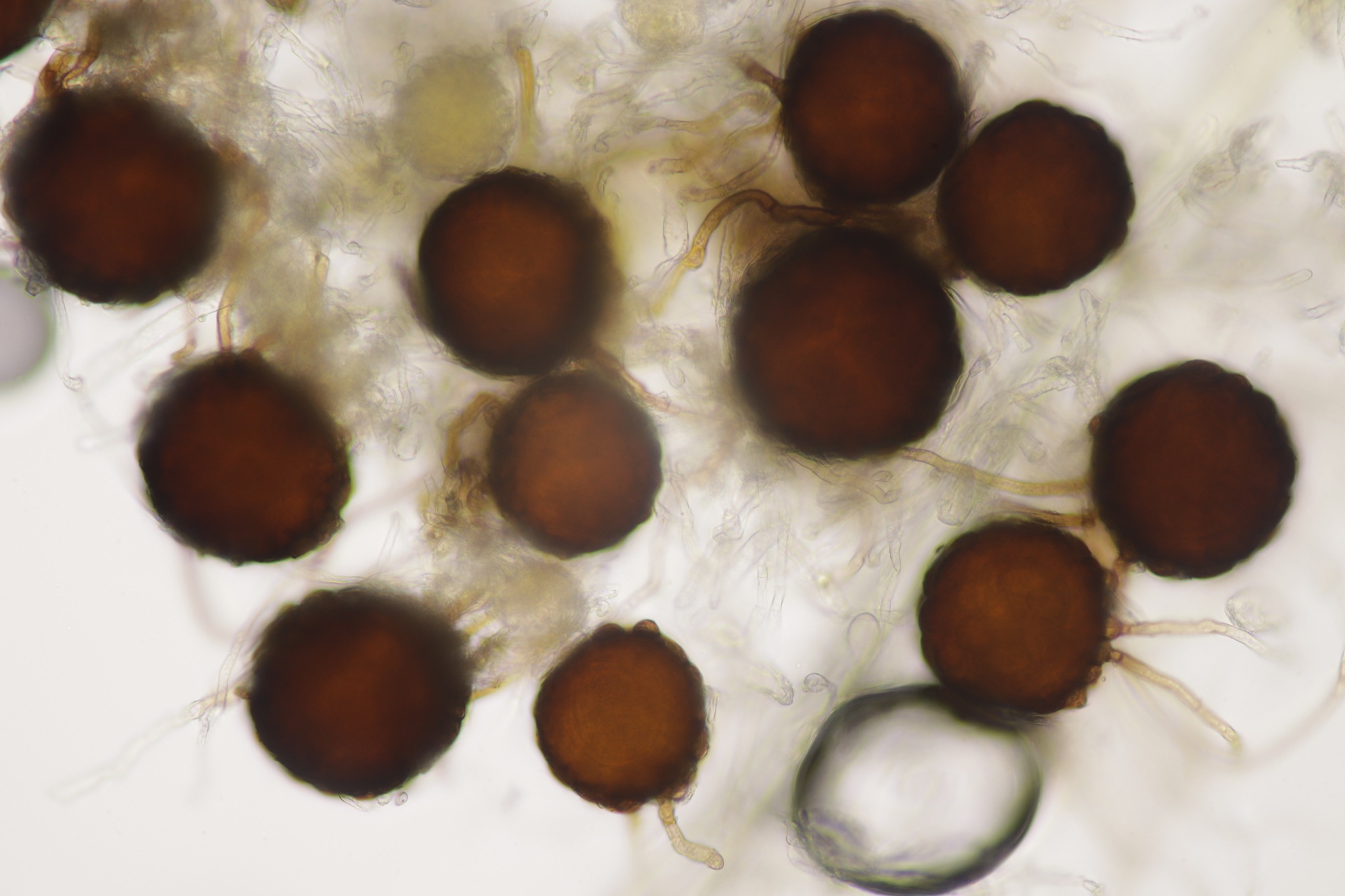
Cleistothecia
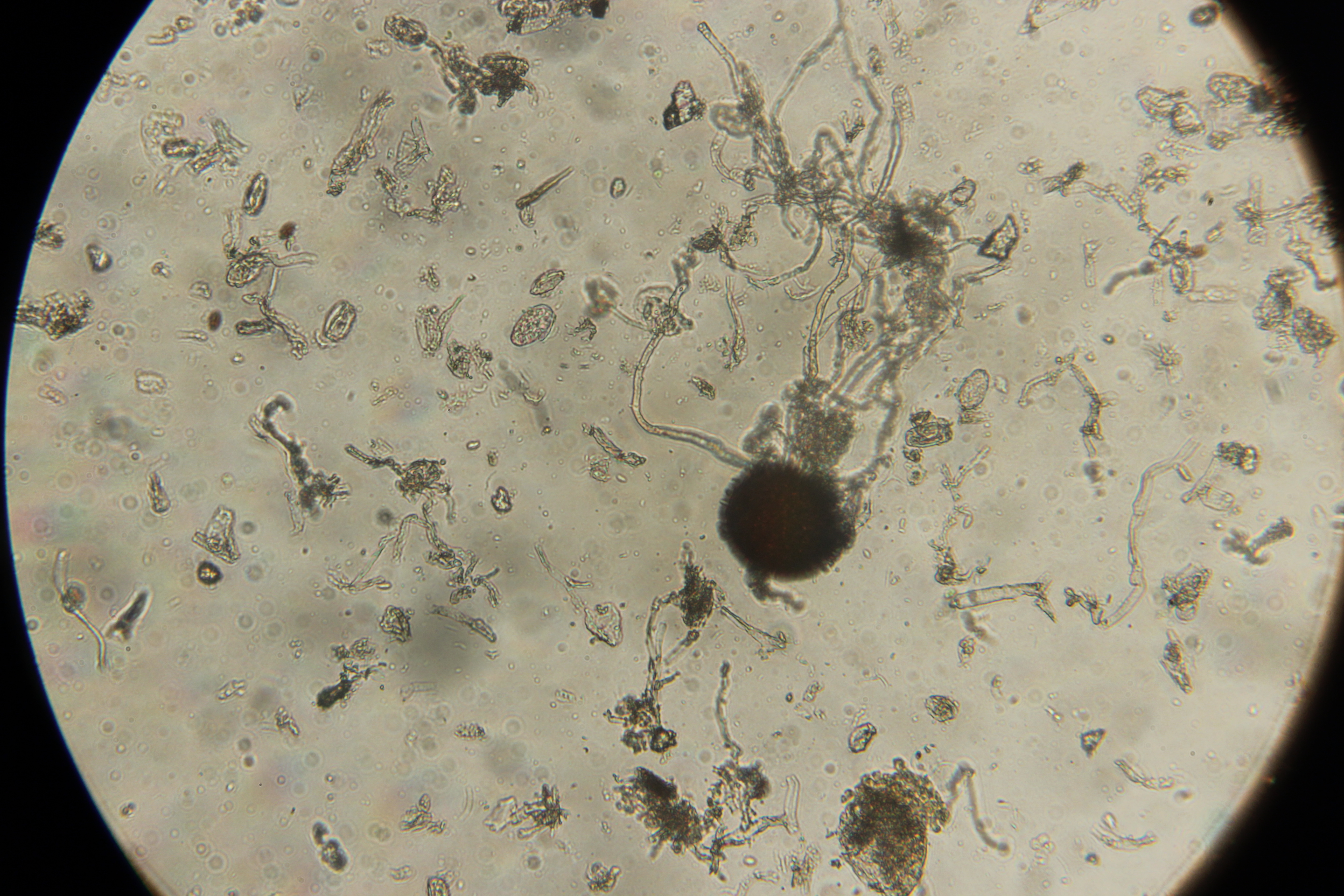
Cleistothecium